# Rajd Cypru 2002
Rezultaty Rajdu Cypru (30th Cyprus Rally), eliminacji Rajdowych Mistrzostw Świata w 2002 roku, który odbył się w dniach 19 – 21 kwietnia. Była to piąta runda czempionatu w tamtym roku i pierwsza szutrowa, a także trzecia w Production Cars WRC. Bazą rajdu było miasto Limassol. Zwycięzcami rajdu zostali Finowie Marcus Grönholm i Timo Rautiainen w Peugeocie 206 WRC. Wyprzedzili oni Brytyjczyków Richarda Burnsa i Roberta Reida również w Peugeocie 206 WRC oraz rodaków Tommiego Mäkinena i Kaja Lindströma jadących Subaru Imprezą WRC. Z kolei w Production Cars WRC zwyciężyli Malezyjczycy Karamjit Singh i Allen Oh, jadący Protonem Pertem.
Rajdu nie ukończyło sześciu kierowców fabrycznych. Brytyjczyk Alister McRae w Mitsubishi Lancerze WRC odpadł na 12. odcinku specjalnym z powodu awarii przekładni. Jego partner z zespołu Mitsubishi Jani Paasonen uległ wypadkowi na 9. oesie. Czech Roman Kresta w Škodzie Octavii WRC miał wypadek na 12. oesie. Z kolei dwaj kierowcy Hyundaia Accenta WRC Belg Freddy Loix i Fin Juha Kankkunen odpadli odpowiednio na 12. i 4. oesie. Pierwszy z nich doznał awarii skrzyni biegów, a drugi pompy paliwowej. Natomiast Belg François Duval w Fordzie Focusie WRC odpadł na 9. oesie na skutek awarii silnika.

## Klasyfikacja ostateczna
| Miejsce                      | Zawodnik                  | Pilot                     | Samochód                  | Czas                      | Strata                    | Grupa                     | Punkty                    |
| WRC (pierwsza dziesiątka)    | WRC (pierwsza dziesiątka) | WRC (pierwsza dziesiątka) | WRC (pierwsza dziesiątka) | WRC (pierwsza dziesiątka) | WRC (pierwsza dziesiątka) | WRC (pierwsza dziesiątka) | WRC (pierwsza dziesiątka) |
| ---------------------------- | ------------------------- | ------------------------- | ------------------------- | ------------------------- | ------------------------- | ------------------------- | ------------------------- |
| 1.                           | Marcus Grönholm           | Timo Rautiainen           | Peugeot 206 WRC           | 4:21:25.7                 |                           | A8 M                      | 10                        |
| 2.                           | Richard Burns             | Robert Reid               | Peugeot 206 WRC           | 4:22:22.5                 | +56.8                     | A8 M                      | 6                         |
| 3.                           | Tommi Mäkinen             | Kaj Lindström             | Subaru Impreza WRC        | 4:22:24.7                 | +59.0                     | A8 M                      | 4                         |
| 4.                           | Harri Rovanperä           | Risto Pietiläinen         | Peugeot 206 WRC           | 4:22:44.4                 | +1:18.7                   | A8 M                      | 3                         |
| 5.                           | Petter Solberg            | Phil Mills                | Subaru Impreza WRC        | 4:23:43.6                 | +2:17.9                   | A8 M                      | 2                         |
| 6.                           | Colin McRae               | Nicky Grist               | Ford Focus WRC            | 4:24:11.2                 | +2:45.5                   | A8 M                      | 1                         |
| 7.                           | Armin Schwarz             | Manfred Hiemer            | Hyundai Accent WRC        | 4:24:13.1                 | +2:47.4                   | A8 M                      |                           |
| 8.                           | Markko Märtin             | Michael Park              | Ford Focus WRC            | 4:25:48.3                 | +4:22.6                   | A8 M                      |                           |
| 9.                           | Kenneth Eriksson          | Tina Thörner              | Škoda Octavia WRC         | 4:28:43.4                 | +7:17.7                   | A8 M                      |                           |
| 10.                          | Gilles Panizzi            | Hervé Panizzi             | Peugeot 206 WRC           | 4:29:37.9                 | +8:12.2                   | A8                        |                           |
| PCWRC (punktujący zawodnicy) |                           |                           |                           |                           |                           |                           |                           |
| 1. (17.)                     | Karamjit Singh            | Allen Oh                  | Proton Pert               | 4:52:17.9                 |                           | N4                        | 10                        |
| 2. (20.)                     | Gustavo Trelles           | Jorge del Buono           | Mitsubishi Lancer Evo 6   | 4:57:59.4                 | +5:41.5                   | N4                        | 6                         |
| 3. (21.)                     | Luca Baldini              | Marco Muzzarelli          | Mitsubishi Lancer Evo 6   | 4:59:10.7                 | +6:52.8                   | N4                        | 4                         |
| 4. (22.)                     | Dimityr Iliew             | Petar Siwow               | Mitsubishi Lancer Evo 7   | 5:00:06.0                 | +7:48.1                   | N4                        | 3                         |
| 5. (23.)                     | Saulius Girdauskas        | Žilvinas Sakalauskas      | Mitsubishi Lancer Evo 6   | 5:03:08.5                 | +10:50.6                  | N4                        | 2                         |
| 6. (24.)                     | Bernt Kollevold           | Ola Fløene                | Mitsubishi Lancer Evo 6   | 5:10:37.3                 | +18:19.4                  | N4                        | 1                         |

1. ↑  Litera M przy oznaczeniu grupy do której należy samochód oznacza, iż tylko ci kierowcy zdobywali punkty dla swoich zespołów liczonych w klasyfikacji producentów na koniec sezonu.

## Zwycięzcy odcinków specjalnych
| Dzień         | Odcinek | G. rozp. | Nazwa                          | Długość | Zwycięzca         | Czas    | Lider rajdu     |
| ------------- | ------- | -------- | ------------------------------ | ------- | ----------------- | ------- | --------------- |
| 1 19 kwietnia | SS1     | 09:12    | Platres – Kato Amiantos 1      | 11.60km | Colin McRae       | 9:20.8  | Colin McRae     |
| 1 19 kwietnia | SS2     | 09:55    | Lagoudera – Kapouras 1         | 15.00km | François Duval    | 14:18.5 | François Duval  |
| 1 19 kwietnia | SS3     | 10:23    | Kapouras – Agios Theodoros 1   | 21.56km | Markko Märtin     | 20:16.6 | Markko Märtin   |
| 1 19 kwietnia | SS4     | 13:30    | Platres – Kato Amiantos 2      | 11.60km | Petter Solberg    | 9:21.7  | Colin McRae     |
| 1 19 kwietnia | SS5     | 14:13    | Lagoudera – Kapouras 2         | 15.00km | Tommi Mäkinen     | 14:11.7 | Colin McRae     |
| 1 19 kwietnia | SS6     | 14:41    | Kapouras – Agios Theodoros 2   | 21.56km | Colin McRae       | 19:51.5 | Colin McRae     |
| 2 20 kwietnia | SS7     | 07:41    | Prastio – Pachna 1             | 10.92km | Carlos Sainz      | 6:29.0  | Colin McRae     |
| 2 20 kwietnia | SS8     | 08:15    | Platres – Saittas 1            | 11.25km | Carlos Sainz      | 9:21.2  | Colin McRae     |
| 2 20 kwietnia | SS9     | 08:58    | Kourdali – Spilia              | 30.62km | Tommi Mäkinen     | 29:21.8 | Colin McRae     |
| 2 20 kwietnia | SS10    | 11:48    | Prastio – Pachna 2             | 10.92km | Petter Solberg    | 6:14.3  | Colin McRae     |
| 2 20 kwietnia | SS11    | 12:51    | Platres – Saittas 2            | 11.25km | Petter Solberg    | 9:02.7  | Colin McRae     |
| 2 20 kwietnia | SS12    | 13:26    | Foini – Koilinia 1             | 29.88km | Petter Solberg    | 29:31.3 | Colin McRae     |
| 2 20 kwietnia | SS13    | 16:56    | Platres – Saittas 3            | 11.25km | Petter Solberg    | 9:24.6  | Colin McRae     |
| 2 20 kwietnia | SS14    | 17:31    | Foini – Koilinia 2             | 29.88km | odcinek anulowany | –       | Colin McRae     |
| 3 21 kwietnia | SS15    | 09:35    | Vavatsinia – Mandra Kambiou 1  | 19.00km | Harri Rovanperä   | 16:34.9 | Colin McRae     |
| 3 21 kwietnia | SS16    | 10:18    | Macheras – Agioi Vavatsinias 1 | 12.80km | Tommi Mäkinen     | 10:55.8 | Marcus Grönholm |
| 3 21 kwietnia | SS17    | 10:56    | Lageia – Kalavasos 1           | 9.14km  | Tommi Mäkinen     | 7:41.0  | Marcus Grönholm |
| 3 21 kwietnia | SS18    | 13:46    | Vavatsinia – Mandra Kambiou 2  | 19.00km | Petter Solberg    | 17:02.1 | Marcus Grönholm |
| 3 21 kwietnia | SS19    | 14:29    | Macheras – Agioi Vavatsinias 2 | 12.80km | Tommi Mäkinen     | 11:16.7 | Marcus Grönholm |
| 3 21 kwietnia | SS20    | 15:07    | Lageia – Kalavasos 2           | 9.14km  | Richard Burns     | 7:37.3  | Marcus Grönholm |

## Klasyfikacja po 5 rundach
Tabele przedstawiają tylko pięć pierwszych miejsc.

### Kierowcy
| Lp. | Kierowca        | Pkt |
| --- | --------------- | --- |
| 1   | Marcus Grönholm | 31  |
| 2   | Gilles Panizzi  | 20  |
| 3   | Richard Burns   | 19  |
| 4   | Tommi Mäkinen   | 14  |
| 5   | Harri Rovanperä | 9   |

### Producenci
| Lp. | Producent                    | Pkt |
| --- | ---------------------------- | --- |
| 1   | Peugeot Total                | 68  |
| 2   | 555 Subaru WRT               | 27  |
| 3   | Ford Rallye Sport            | 27  |
| 4   | Marlboro Mitsubishi Ralliart | 6   |
| 5   | Hyundai Castrol WRT          | 2   |